# Haim Barkai
Haim Barkai (hebräisch חיים ברקאי; geboren 31. August 1925 in Dresden; gestorben 26. Mai 2006 in Einat) war ein israelischer Ökonom deutscher Herkunft.

## Leben
Haim Barkai emigrierte nach der Machtübergabe an die Nationalsozialisten 1933 mit seinen Eltern nach Palästina. Er studierte ab 1949 Ökonomie an der Hebräischen Universität Jerusalem. Er machte 1952 den B.A. und 1955 den M.A. bei Don Patinkin und ging an die London School of Economics and Political Science (LSE), an der er 1958 bei Lionel Robbins mit der Dissertation Classical Political Economy and Economic Evolution promoviert wurde. Er kehrte an die Hebräische Universität Jerusalem zurück und wurde Lecturer, Associate Professor und 1974 Professor. Er war von 1965 bis 1968 Fachbereichsdekan und von 1976 bis 1980 Dekan der Fakultät. Barkai war häufig als Gastprofessor oder Gastwissenschaftler eingeladen. Er war Mitglied im Maurice Falk Institute for Economic Research, hatte den Vorsitz im ökonomischen Beirat der Bank of Israel inne und war Mitglied und zeitweise Präsident der Israel Economic Association. Barkai erhielt 1981 den Peretz Naftali Prize in Economic and Social Sciences für sein Buch Growth patterns of the kibbutz economy. Er starb im Kibbuz Einat.

## Schriften (Auswahl)
- Ricardo's Second Thoughts on Rent as a Relative Share. Southern Economic Journal. 42 (3), 1966, S. 285–293
- Growth patterns of the kibbutz economy. Amsterdam: North-Holland Publ., 1977
- Der Kibbutz – ein mikrosozialistisches Experiment, in: Gunnar Heinsohn (Hrsg.): Das Kibbutz-Modell. Bestandsaufnahme einer alternativen Wirtschafts- und Lebensform nach sieben Jahrzehnten. Frankfurt am Main: Suhrkamp, 1982, S. 19–59
- Die Anfänge der israelischen Wirtschaft. Bialik Institut, 1990 (he)
- (Hrsg.): Monetary theory and thought : essays in honour of Don Patinkin. Basingstoke, Hampshire: Macmillan, 1993
- Der Methodenstreit und das Aufkommen der mathematischen Ökonomie, in: Jürg Niehans (Hrsg.): Rudolf Auspitz und Richard Lieben und ihre Untersuchungen über die Theorie des Preises. Düsseldorf, 1993, S. 61–83
- The lessons of Israel's great inflation. Westport, Conn.: Praeger, 1995
- Nissan Liviatan, Haim Barkai (Hrsg.): The Bank of Israel. Oxford: Oxford University Press, 2007
- The Evolution of Israel's Social Security System : Structure, Time Pattern and Macroeconomic Impact. Milton: Routledge, 2018